# Aïn Naga
Aïn Naga (em árabe: عين الناقة) é uma comuna localizada na província de Biskra, Argélia. Segundo o censo de 2008, a população total da cidade era de 12 032 habitantes.